# Национална лаборатория Оук Ридж
Националната лаборатория Оук Ридж (на английски: Oak Ridge National Laboratory, ORNL, Оукриджка национална лаборатория) е национална лаборатория на Министерството на енергетиката на САЩ.
Тя е най-голямата научна и енергийна лаборатория в системата на министерството. ORNL е разположена близо до град Оук Ридж (щат Тенеси), наред с град Ноксвил. Научните направления на ORNL са науки за материалите, неутронна физика, енергетика, високопроизводителни изчисления, системна биология, национална сигурност.
В лабораторията са инсталирани няколко мощни суперкомпютъра (в това число Jaguar и неговата обновена версия – Titan) и няколко неутронни изследователски установки, в частност, Spallation Neutron Source и High Flux Isotope Reactor. От 8 юни 2018 г. в Лабораторията работи 200-петафлопен суперкомпютър под названието Summit, построен с процесорите на IBM Power9 и графични ускорители Nvidia Volta.
В ORNL работят над 4,5 хил. служители, включително 3000 учени и инженери. Ежегодно лабораторията посещават до 3000 поканени учени, които работят в нея поне 2 седмици. Около една четвърт от тези гости са заети в индустрията.
Годишният бюджет на ORNL е над $1,65 млрд.; 80% се осигуряват от Министерството на енергетиката (DoE), останалите 20% постъпват от федерални и други клиенти.
Лабораторията заема площ от 18,1 km² от резервата на Оук-Ридж (общата му площ е 144 km²). В резервата се намират също East Tennessee Technology Park, Центърът за национална безопасност Y-12, Oak Ridge Institute for Science and Education и Oak Ridge Science and Technology Park.